# Opsion usambarensis
Opsion usambarensis är en tvåvingeart som beskrevs av Bechev 1994. Opsion usambarensis ingår i släktet Opsion och familjen svampmyggor.
Artens utbredningsområde är Tanzania. Inga underarter finns listade i Catalogue of Life.